# Маяк Ньюпорт-Харбор
Маяк Ньюпорт-Харбор (англ. Newport Harbor Light), также известный как Маяк острова Гоут (англ. Goat Island Light)  — маяк, расположенный на входе в гавань города Ньюпорт небольшом острове Гоут к западу от острова Род-Айленд в заливе Наррагансетт, округ Ньюпорт, штат Род-Айленд, США. Построен в 1823 году. Автоматизирован в 1963 году. 

## История
Города Провиденс и Ньюпорт, одни из первых английских поселений в Северной Америке, были крупными центрами промышленности и торговли в XVIII-XIX веках. Для обеспечения навигации до них через залив Наррагансетт, в котором находится множество больших и малых островов, было построено несколько маяков. В марте 1823 года Конгресс США выделил 2 500$ на строительство маяка, обеспечивающего навигацию до города Ньюпорт. В 1824 году строительство было завершено. Маяк представлял собой каменную башню высотой 6 метров и каменный дом смотрителя. Для освещения использовались масляные лампы. Но первоначальное место маяка оказалось неудачным: многие корабли продолжали налетать на мель к северу от острова Гоут, и в начале 1830-х было решено построить дамбу и переместить маяк севернее. На строительство дамбы и нового маяка Конгресс с 1834 по 1842 год суммарно выделил 67 700$. В 1842 году строительные работы были завершены. Новый маяк представлял собой восьмиугольную гранитную башню из гранитных блоков высотой 9 метров. В 1851 году старая башня маяка была демонтирована и перемещена на остров Пруденс, где она остаётся и по сей день в качестве маяка острова Пруденс. В 1857 году на маяк была установлена линза Френеля. В 1864 году был построен новый двухэтажный каменный дом смотрителя, примыкающий к башне маяка. Старый дом смотрителя был демонтирован. В 1921 году фундамент дома смотрителя был поврежден, когда подводная лодка N-4 протаранила дамбу. В результате новый дом смотрителя пришлось демонтировать. В 1963 году Береговая охрана США автоматизировала маяк.
В 1988 году он был включен в Национальный реестр исторических мест.

## Фотографии
- открытка 1905 года с домом смотрителя 1864 года постройки